# Filmologie
Filmologia este o disciplină care se ocupă cu studiul producțiilor de film și a impactul lor în societate. Ea se studiază în academiile de filme și transmite informații privind modul în care este produs un film artistic sau documentar sau de animație, mijloacele tehnice și procedeele utilizate, dar și informații care țin de istoricul și dezvoltarea celei de-a șaptea arte. Filmologia îi ajută pe specialiști să exploreze esența cinematografului și le oferă cineaștilor cadrul conceptual pentru a putea să înțeleagă relația filmului cu realitatea, cu celelalte arte și cu societatea în general. Cu toate acestea filmologia nu trebuie confundată cu critica de film, deși aceste două domenii au o zonă de suprapunere.   Filmologia este o disciplină foarte utilă atât actorilor sau regizorilor de film, cât și criticilor de cinema. Filmologia joacă pentru cinema exact același rol pe care îl joacă teoria literaturii pentru literatură, care nu se confundă cu critica literară.

## Istoric
Teoria filmului a fost anticipată de eseul Materie și memorie al filosofului francez Henri Bergson, într-un moment în care cinematograful de-abia se născuse ca un nou mediu de comunicare la debutul anilor 1900. El a comentat asupra nevoii de a crea o nouă teorie a celei de-a șaptea arte și a inventat termenii de "mișcare-imagine" și "timp-imagine". Cu toate acestea în eseul lui datând din anul 1906, Iluzia cinematografică, publicat în volumul Evoluția creatoare, a respins filmului capacitatea de a exprima ceea ce descrisese chiar el. ). Cu toate acestea câteva decenii mai târziu în cărțile sale Cinéma I  și Cinéma  II (1983–1985), filosoful Gilles Deleuze a preluat ideile din eseul Materie și memorie drept bază a filosofiei filmului, combinându-le cu elemente preluate din gândirea semiotică a lui Charles Sanders Peirce.
Filmologia în epoca filmului mut era preocupată de definirea elementelor cruciale ale acestui mediu. Ea s-a dezvoltat pornind de la textele regizorilor de cinema Germaine Dulac, Louis Delluc, Jean Epstein, Sergei Eisenstein, Lev Kuleshov, și Dziga Vertov și a unor teoreticieni ai filmului ca Rudolf Arnheim, Béla Balázs și Siegfried Kracauer.[1] Cu toții au pus în evidență modul în care filmul diferă de lumea reală și poate fi considerat o formă validă de artă. 
În anii după cel de-al Doilea Război Mondial, criticul de film și teoreticianul André Bazin a reacționat la această metodă de a defini argumentând că esența filmului constă în abilitatea lui de a reproduce mecanic și mimetic realitatea și nu în diferența față de real.[2]
În anii 1960 și 1970, filmologia a intrat în spațiul academic importând concepte din discipline mai vechi cum ar fi psihanaliza, studiile de gen, teoria literaturii, semiotica și lingvistica. 
În anii 1990 revoluția digitală a imaginii a avut un impact asupra filmologiei în moduri foarte variate. Astfel s-a pus din nou accentul pe abilitatea de a captura pe pelicula de celuloid și asupra valorii de index a unui moment din timp, formulată de teoreticieni ca Mary Ann Doane, Philip Rosen și Laura Mulvey care erau influențați de psihanaliză. Din punctul de vedere al psihanalizei după noțiunea lacaniană a realului, Slavoj Žižek a oferit noi aspecte asupra privirii folosite în analiza contemporană de film. [3] A existat o revalorificare a limbajului primelor filme, practici și moduri de a privi, scrise de autori ca Tom Gunning, Miriam Hansen și Yuri Tsivian.

## Propaganda și filmul
Încă de la debutul primelor proiecții de film, s-a observat impactul social a temei asupra publicului spectator, felul cum acesta poate insufla maselor mesajul ei, mai mult sau mai puțin voalat. Aceasta observație nu a scăpat guvernanților și în special corifeilor orientărilor politice extremiste, fie ele de stânga sau dreapta. Filmul documentar, este cel care poate modela ideea de viață a individului și în mod implicit și a întregii societăți.
„Marele” ideolog al comunismului rus și internațional, Vladimir Ilici Lenin, chiar afirma că „cinematografia este cea mai importantă” în educarea maselor. Și astfel prin propaganda cu filmul s-a reușit crearea Țării sovietelor în care s-au asasinat milioane de oameni care nu au fost de acord cu „viața nouă” oferită de „dictatura proletară”.
În Germania, führerul Adolf Hitler reușește, cu ajutorul și a propagandei prin film, să ațâțe un popor să pornească un război care a avut un sfârșit tragic atât pentru el cât și pentru restul lumii: milioane de soldați morți pe front și peste 6 milioane de civili în lagărele morții.
Acest mijloc de propagandă a fost folosit din plin și de către conducătorii comuniști ai României după anul 1948. Așa s-a reușit înfiltrarea în mintea românilor ideea că societatea comunistă este cea mai bună societate în care se poată trăi. Exemplele pot continua cu cele din țările latino-americane, africane, marea Chină, Coreea de Nord.